# CHL All-Star Team

Logo der Central Hockey League

Logo der Central Professional Hockey League

Das CHL All-Star Team waren zwei Zusammenstellungen der besten Spieler auf ihrer jeweiligen Position der nordamerikanischen Eishockeyliga Central Hockey League (CHL) (bis 1968 Central Professional Hockey League), die von der Saison 1963/64 an bis zur Auflösung der Liga am Ende der Spielzeit 1983/84 jährlich nach der regulären Saison benannt wurden. Dabei wurde zwischen dem First All-Star Team und dem Second All-Star Team, das erst ab 1966 ausgezeichnet wurde, unterschieden.
Beide Teams bestanden in der Regel jeweils aus einem Torwart, zwei Verteidigern und drei Stürmern. Die Sturmreihe ist in jeweils einen Mittelstürmer sowie einen linken und rechten Flügelstürmer unterteilt.
Die meisten Nominierungen für beide All-Star-Teams erhielt der kanadische Verteidiger Mike Hordy, der sich zwischen 1979 und 1982 insgesamt viermal in einem der beiden Teams wiederfand. Davon entfielen insgesamt drei Nominierungen auf das Second All-Star Team, womit er in diesem Team am Öftesten stand. Die meisten Nominierungen für das First All-Star Team erhielten Bruce Affleck und Len Frig mit jeweils drei.

## First All-Star Team
| Saison  | Torhüter                 | Verteidiger      | Verteidiger            | Linker Flügel                | Center         | Rechter Flügel   |
| ------- | ------------------------ | ---------------- | ---------------------- | ---------------------------- | -------------- | ---------------- |
| 1983/84 | John Vanbiesbrouck       | Bruce Affleck    | Charlie Bourgeois      | John Markell                 | Scott MacLeod  | Dirk Graham      |
| 1982/83 | Kelly Hrudey             | Darcy Regier     | Gord Dineen            | Steve Stoyanovich            | Wes Jarvis     | Mike Backman     |
| 1981/82 | Kelly Hrudey             | Mike Hordy       | Daniel Poulin          | Reg Thomas                   | Bob Francis    | Bobby Crawford   |
| 1980/81 | Roland Melanson          | Bruce Affleck    | Greg Hubick            | Don Ashby Neil Hawryliw      | Tom Roulston   | Joe Mullen       |
| 1979/80 | Richard Brodeur          | Bruce Affleck    | Len Frig               | Rob Flockhart                | Doug Palazzari | Alex McKendry    |
| 1978/79 | Ron Low                  | Greg Hubick      | Len Frig               | Floyd Thomson                | Rick Shinske   | Mal Davis        |
| 1977/78 | Glen Hanlon              | Larry Giroux     | Ron Wilson Joe Zanussi | Jean-Paul LeBlanc            | Doug Palazzari | Tony Currie      |
| 1976/77 | Gord McRae Yves Bélanger | Mike O’Connell   | Neil Nicholson         | Michel Archambault           | Steve West     | Don Martineau    |
| 1975/76 | Mike Veisor              | Ian McKegney     | Randy Holt             | Michel Archambault           | Jim Wiley      | Butch Williams   |
| 1974/75 | Ray Martyniuk            | Ian McKegney     | Garry Lariviere        | Howie Heggedal               | Wayne Schaab   | Ron Kennedy      |
| 1973/74 | Glenn Resch              | Claire Alexander | Bryan Lefley           | Randy Osburn                 | Wayne Schaab   | Jean-René Losier |
| 1972/73 | Mike Veisor              | Larry Giroux     | Len Frig               | Dave Kryskow                 | Reg Bechtold   | Moe L’Abbé       |
| 1971/72 | John Adams               | Bart Crashley    | Ron Plumb              | Dan Maloney                  | Gregg Sheppard | J. P. Bordeleau  |
| 1970/71 | Peter McDuffe            | André Dupont     | Dennis Kearns          | Michel Parizeau              | Norm Dennis    | Pierre Jarry     |
| 1969/70 | Serge Aubry              | Mike Robitaille  | Gord Nelson            | Jack Egers                   | Don Luce       | Oscar Gaudet     |
| 1968/69 | Marv Edwards             | Barry Wilkins    | Barry Gibbs            | Gary Veneruzzo               | Jim Lorentz    | Steve Atkinson   |
| 1967/68 | Russ Gillow              | Irv Spencer      | Bryan Watson           | Ken Campbell                 | Jim Lorentz    | Len Haley        |
| 1966/67 | Wayne Rutledge           | John Miszuk      | Mike McMahon           | George Konik                 | Art Stratton   | Larry Mickey     |
| 1965/66 | Denis DeJordy            | Al LeBrun        | Joe Watson             | Bill McCreary                | Art Stratton   | Paul Andrea      |
| 1964/65 | Cesare Maniago           | Jean Gauthier    | Mike McMahon           | Tom McCarthy                 | Mike Walton    | Marc Dufour      |
| 1963/64 | Marcel Pelletier         | Bob Woytowich    | Barclay Plager         | Bill McCreary John Brenneman | Ray Cullen     | Alain Caron      |

## Second All-Star Team
| Saison  | Torhüter                          | Verteidiger          | Verteidiger                  | Linker Flügel                  | Center                       | Rechter Flügel |
| ------- | --------------------------------- | -------------------- | ---------------------------- | ------------------------------ | ---------------------------- | -------------- |
| 1983/84 | Mike Vernon                       | Pat Ribble           | Graeme Nicolson              | Ron Handy                      | Bruce Eakin                  | Pierre Rioux   |
| 1982/83 | Rob Holland                       | Claude Julien        | Dave Richter Mike Forbes     | Warren Young                   | Don Laurence                 | Dan Bolduc     |
| 1981/82 | Andy Moog                         | David Shand          | Ross Cory                    | Mike Antonovich Perry Anderson | Bruce Boudreau               | Kris Manery    |
| 1980/81 | Paul Harrison Lindsay Middlebrook | Mike Hordy           | Ross Cory                    | Rick Blight                    | Garth MacGuigan Dave Cameron | Jim Nill       |
| 1979/80 | Rick Heinz                        | Mike Hordy           | Gord Smith                   | Merlin Malinowski              | Rob Tudor                    | Joe Mullen     |
| 1978/79 | Terry Richardson                  | Mike Hordy           | Jeff Bandura                 | Jean-Paul LeBlanc              | Mike Eaves                   | Jim Mayer      |
| 1977/78 | Terry Richardson Doug Grant       | Jim McKenny          | Claire Alexander             | Floyd Thomson                  | Richie Hansen                | John Anderson  |
| 1976/77 | Bill Hughes                       | Pat Ribble           | Barclay Plager               | Charlie Simmer                 | Bernie Federko               | Ken Kuzyk      |
| 1975/76 | Pierre Hamel                      | Larry McIntyre       | Brent Meeke                  | Brad Gassoff                   | Bob Bourne                   | Frank Spring   |
| 1974/75 | John Voss                         | Ted McAneely         | Brent Meeke                  | Dan Seguin                     | Denis Meloche                | Bob Murdoch    |
| 1973/74 | Ron Low Michel Dumas              | Ed Kea               | Larry O’Connor               | Allie Sutherland               | Vic Teal                     | John Gray      |
| 1972/73 | Ray Reeson                        | Ian McKegney         | Dan Helm                     | Michel Cormier                 | Wayne Schaab                 | Bob Collyard   |
| 1971/72 | Michel Dumas                      | Bob Ash Randy Manery | Joe Lundrigan Dick Proceviat | Tom Williams                   | Jean-Paul LeBlanc            | Norm Gratton   |
| 1970/71 | Jim Shaw                          | Joe Zanussi          | Darryl Maggs                 | Gregg Sheppard                 | Ivan Boldirev                | Mike Murphy    |
| 1969/70 | Peter McDuffe                     | André Dupont         | Barry Wilkins                | Danny Johnson                  | Bill Orban                   | Dan Seguin     |
| 1968/69 | Phil Myre                         | Ray Fortin           | Doug Barrie                  | Ross Lonsberry Danny Johnson   | Juha Widing                  | Bill Fairbairn |
| 1967/68 | Ernie Wakely                      | John Arbour          | Al LeBrun                    | Gary Veneruzzo                 | Ron Ward Ron Buchanan        | Wayne Rivers   |
| 1966/67 | Dave Dryden                       | Al Hamilton          | Serge Savard                 | Wayne Maki                     | Gerry Melnyk Alex Faulkner   | Oscar Gaudet   |
| 1965/66 | Wayne Rutledge                    | Jean Gauthier        | Dallas Smith Marc Reaume     | Jean-Paul Parisé               | Eddie Joyal                  | Oscar Gaudet   |